# 東四柳祥子
東四柳 祥子（ひがしよつやなぎ しょうこ、1977年 - ）は、日本の食文化・料理学者。専門分野は比較食文化論。主に明治・大正期の料理書を研究する。梅花女子大学食文化学部食文化学科教授、和食文化国民会議幹事。父は歴史学者で金沢学院大学名誉教授の東四柳史明。

## 来歴
1977年、石川県で生まれる。幼少期から食べることが好きで、料理書も好きだった。祖母と母が料理上手でその影響を受けていた。高校時代に料理雑誌『レタスクラブ』と出会い、料理に目覚めた。毎月料理雑誌を購入し、身近な食材で工夫して作る日々を過ごした。母の読んでいた料理雑誌を読みながら、食の本を作る仕事を夢見た。
1996年、東京女子大学文理学部英米文学科に入学。料理の道とは異なる学科だったが、在学中に偶然『レタスクラブ』でアルバイトをする機会を得て、テレビの料理番組にもアルバイトで携わるようになり、食の現場にのめりこんだ。その際、番組ディレクターから、「本物のプロになりたいのなら、きちんと勉強しないとね」というアドバイスをされたことが料理とのかかわり方を見直すきっかけになった。ゼミの指導教官だった英文学者の教授に相談したところ、イギリスの『ビートン夫人の料理書』という昔の料理書を紹介され、日英の料理書文化の比較をすると面白いとアドバイスを受けたことが、決定打となり、食文化研究の道に進むことを決めた。食文化研究者の江原絢子の論考に感銘を受け、江原が所属する東京家政学院大学を訪ねた際、江原と会うことができ、それ以来大学院受験を前提に江原のもとに通うようになった。現在では江原と共同研究を行う仲となっている。
2000年に同大学を卒業すると東京家政学院大学大学院人間生活学研究科で修士、国際基督教大学大学院比較文化研究科で博士を取得。その後、梅花女子大学食文化学部食文化学科教授に就任。2012年には石川松太郎食文化研究奨励賞、2017年には「乳の社会文化」学術研究最優秀賞を受賞した。また、農林水産省の委員などを務めるほか、日本郵便「和の食文化シリーズ」切手の助言・監修や阪神百貨店梅田本店の商品提案なども担当している。

## 研究・主張
専門分野は比較食文化論。主に明治・大正期の料理書（レシピ集）を研究している。料理書が研究領域というのは珍しいテーマである。本人は、日本ではまだまだ亜流だとしたうえで、海外では料理書研究も盛んであることを紹介し、研究仲間が増えることを期待している。
大学院時代には、各地の図書館を訪ねて近代（1860～1930年）の日本の料理書615冊を収集し、それらを分析した結果を修士論文として発表した。また、日本の料理書と諸外国の料理書の比較研究を行った。師である江原絢子から原典にあたることの大切さを教わり、現在でも研究時は必ずすべての原典に目を通している。教授としては、日露戦争の頃のロシア人捕虜が食べていた料理を学生たちと再現するなどの挑戦もしており、本人は「時空を超えた食談義を楽しむ」と語っている。
料理書の分析を通して、江戸時代は男性向け、近代以降に女性向けの料理書が出版されていることを明らかにし、明治から昭和初期に「家庭は女性の管理領域」という概念が誕生したと主張している。料理書は単なるレシピ集ではなく、その時代の人々の想いを含む社会的な背景が含まれた文化財であると主張し、料理書が乱立して「継承されるべき食文化を記す」という目線で本が作られていない現在の日本の状況を危惧している。

## 著書
- 『近代料理書の世界』ドメス出版、2008年。江原絢子との共著。
- 『日本食物史』吉川弘文館、2009年。江原絢子、石川尚子との共著。
- 『日本の食文化史年表』吉川弘文館、2011年。江原絢子との共著。
- 『牛乳・乳製品の家庭生活への定着・浸透に尽力した人びと 明治・大正期を中心に』梅花女子大学、2016年。
- 『料理書と近代日本の食文化』同成社、2019年。

ほか共著あり。